# Plutorectis crocobathra
Plutorectis crocobathra är en fjärilsart som beskrevs av Turner 1947. Plutorectis crocobathra ingår i släktet Plutorectis och familjen säckspinnare. Inga underarter finns listade i Catalogue of Life.